# Glochidion camiguinense
Glochidion camiguinense är en emblikaväxtart som beskrevs av Elmer Drew Merrill. Glochidion camiguinense ingår i släktet Glochidion och familjen emblikaväxter. Inga underarter finns listade i Catalogue of Life.